# فاراشجارد
إيران النهضة (بالفارسية: فَرَشگَرد) المعروف أيضا باسمه الأصلي فاراشجارد ، هي شبكة العمل السياسي الإيراني. تأسست هذه المنظمة في سبتمبر 2018 ، بعد عشرة أشهر من بداية الاحتجاجات الإيرانية لعام 2017-18 . تأسست المنظمة من قبل 40 ناشطا إيرانيا في جميع أنحاء الولايات المتحدة وكندا وأوروبا وإيران.
يدعو فارشجارد إلى إقامة ديمقراطية علمانية في إيران إما من خلال جمهورية أو ملكية دستورية ، لكنه ينص على أن الشكل الدقيق للنظام السياسي في المستقبل سوف يحدده شعب إيران بعد الإطاحة بالجمهورية الإسلامية.
شعار المجموعة هو: «سنقوم باستعادة إيران وإعادة بنائها». كان اسمه الأصلي فاراشجارد استعارة بعد مفهوم الفارسي الأوسط فاراشوكيرتي .

## أيديولوجية
ذكرت إيران إحياء، في رسالة مفتوحة، ما يلي:
- الجمهورية الإسلامية تهديد لإيران ولا يمكن إصلاحها. لذلك، يجب الإطاحة به.
- يجب إقامة ديمقراطية علمانية تضمن الفصل بين الدولة والدين.
- يجب أن يكون هناك حقوق متساوية لجميع الإيرانيين بغض النظر عن العقيدة أو العرق أو الجنس أو التوجه الجنسي.
- الأيديولوجيات الإسلامية والشيوعية مسؤولة عن الكثير من الدمار في إيران اليوم ولديها القدرة على إحداث ضرر في المستقبل.
- إن السياسة الخارجية الحالية المناهضة للغرب ومعادية للولايات المتحدة ومعاداة السامية للنظام تضر بمصالح الإيرانيين ورفاههم الوطني.
- يلعب ولي العهد رضا بهلوي دوراً رئيسياً في توحيد المعارضة الديمقراطية العلمانية للجمهورية الإسلامية.

## المستشارون والمنتسبون
- الأمير رضا بهلوي (كبير المستشارين)
- رامين بارهام (كبير المستشارين)
- سعيد قاسم نجاد (كبير المستشارين)
- بايمان صادق (كبير المستشارين)
- أراش سبحاني (مساعد)

## الأنشطة داخل إيران
لدى المجموعة عدد من المؤيدين داخل إيران الذين يتلقون رسائل إحياء إيران من خلال البث التلفزيوني والإذاعي باللغة الفارسية. قام أنصار الجماعة في إيران بتنفيذ حملة عصيان مدني داخل البلاد من خلال رش دعوات المطالبة بمسيرة مليون رجل، وشعارات ضد النظام، على المباني واللوحات الإعلانية والواجهات في جميع أنحاء إيران.
اعتبارًا من يوليو 2019 ، أصبح لدى المجموعة أكثر من 165,000 متابع على إنستجرام ، أحد التطبيقات الأكثر شعبية في إيران.

## روابط خارجية
- الموقع الرسمي